# Skovranji
Skovranji (lat. Campephagidae) su porodica ptica iz reda vrapčarki.
Ove ptice nisu srodne ni svračcima (iako većina njih ima kljun sličan onome kod svračaka) a ni kukavicama (iako im sliče po veličini, boji perja i šarama). Ovu porodicu čini pet grupa različitih ptica. 

## Opis
Skovranji imaju duga zašiljena krila i rep srednje dužine (graduiran ili zaobljen) i dobro razvijene dlake na kljunu. Dugi su od 12 do 34 cm, a teški od 20 do 110 grama. Većina vrsta ima perje u nekoj nijansi sive, često s dijelovima crne ili bijele boje. Ženke su često svjetlije ili imaju pruge na donjem dijelu tijela. Kod nekih afričkih vrsta mužjaci su većinom crni, a ženke žute. Kod azijskih vrsta su mužjaci uglavnom crveno-crni, a ženke žuto-crne boje. 
Oglašavaju se glasnim, piskutavim, glazbenim zvižducima ili promuklim tonovima. 
Hrane se uglavnom člankonošcima, posebno gusjenicama. Neke vrste jedu voće, a neke druge jedu guštere ili žabe.

## Razmnožavanje
Gnijezdo je uredan pehar od grančica, paučine i korjenčića, na račvanju grana drveta ili na horizontalnoj grani. Često je krhko, ali dobro prekriveno mahovinom i paprati.
Ženke nesu 2 do 5 bijelih ili svijetlozelenih jaja sa smeđim, ljubičastim ili sivim mrljama. Inkubacija može trajati od 14 dana do 20-23 dana. Ptići ostaju u gnijezdu 12-25 dana, ovisno o vrsti. 

## Rasprostranjenost i stanište
Nastanjuju subsaharsku Afriku i Madagaskar sve do jugoistočne Azije, južne Kine, Japana, preko Indonezije do Australije i nekih Tihooceanskih otoka. 
Staništa su im guste primarne i sekundarne šume. Neke vrste žive na rubovima šuma, listopadnim šumama ili priobalnom šipražju.

## Status zaštite
Coracina newtoni je ugrožena, a još tri vrste osjetljive. Devet vrsta ima status nižeg rizika.

## Vanjske poveznice

### Drugi projekti
|  | Zajednički poslužitelj ima stranicu o temi Campephagidae    |
|  | Zajednički poslužitelj ima još gradiva o temi Campephagidae |
|  | Wikivrste imaju podatke o taksonu Campephagidae             |